# Midway, Texas
Midway là một thành phố thuộc quận Madison, tiểu bang Texas, Hoa Kỳ. Năm 2010, dân số của xã này là 228 người.

## Dân số
- Dân số năm 2000: 288 người.
- Dân số năm 2010: 228 người.